# David Michael Frank
David Michael Frank est un compositeur américain né le 21 décembre 1948 à Baltimore, Maryland.

## Filmographie

### Cinéma
- 1978 : A Different Story (en)
- 1985 : Sale temps pour un flic (Code of Silence)
- 1986 : The Check Is in the Mail...
- 1987 : Dead of Night
- 1987 : Sport Academy (en) (Off the Mark)
- 1988 : Nico (Above the Law)
- 1988 : Call Me (en)
- 1988 : Héros (Hero and the Terror)
- 1988 : I'm Gonna Git You Sucka (en)
- 1989 : One Man Force
- 1990 : Échec et Mort (Hard to Kill)
- 1991 : Justice sauvage (Out for Justice)
- 1991 : Le gros bleu (en) (Going Under)
- 1991 : Space Commando (Suburban Commando)
- 1991 : Dans les griffes du Dragon rouge (Showdown in Little Tokyo)
- 1992 : Fleur de poison (Poison Ivy)
- 1993 : Extreme Justice (en)
- 1993 : Best of the Best 2
- 1993 : Sur la défensive (en) (Street Knight)
- 1995 : Le club des baby-sitters (en)  (The Baby-Sitters Club)
- 1995 : Visions of a New World (vidéo)
- 1996 : Le Prince (The Prince)
- 1996 : Cosmic Voyage
- 1997 : Perfect Target (en)
- 1997 : Un visiteur chez Aladdin (A Kid in Aladdin's Palace)
- 1998 : Recherche maman désespérément (Billboard Dad)
- 1999 : Just One Time (en) (non crédité)
- 2000 : The Last Patrol
- 2000 : Boys Life 3 (en)
- 2002 : Slap Her... She's French

### Télévision

#### Séries télévisées
- 1979 : The Bad News Bears (en)
- 1980 : Here's Boomer
- 1986 : Leo & Liz in Beverly Hills
- 1987 : Take Five (en)
- 1987 : Down and Out in Beverly Hills
- 1990 : Columbo (Columbo: Agenda for Murder) (saison 9, épisode 3)
- 1993 : Linda
- 1994 : Dans l'œil de l'espion (Fortune Hunter)
- 1994 : TekWar
- 1998 : De mères en filles (A Will of Their Own)
- 1999 : Jack and Jill (Jack & Jill)
- 1999 : Au service de la loi (To Serve and Protect)
- 2001 : The Mole
- 2001 : Les Oblong (The Oblongs...)

#### Téléfilms
- 1979 : The Kid from Left Field
- 1982 : An Innocent Love
- 1982 : Maid in America
- 1983 : How to Be a Perfect Person In Just Three Days
- 1986 : Walking on Air
- 1986 : Gladiator (The Gladiator)
- 1986 : Casebusters
- 1989 : False Witness
- 1990 : Beanpole
- 1992 : Meurtre en exclusivité (Exclusive)
- 1992 : From the Files of Joseph Wambaugh: A Jury of One
- 1993 : Irresistible Force
- 1993 : L'Affaire Amy Fisher : Désignée coupable (Casualties of Love: The Long Island Lolita Story)
- 1993 : Blindsided
- 1993 : Black Widow Murders: The Blanche Taylor Moore Story
- 1993 : A Life in the Theater
- 1993 : Disparition en haute mer (en) (The Disappearance of Christina)
- 1993 : En quête de justice (A Matter of Justice)
- 1994 : Les Enfants de la nuit (Children of the Dark)
- 1994 : Dancing with Danger
- 1994 : Désir de vengeance (Bitter Vengeance)
- 1995 : Love and Betrayal: The Mia Farrow Story
- 1995 : Méchant garnement (Problem Child 3: Junior in Love)
- 1995 : When the Dark Man Calls
- 1995 : La Mort en jeu (Tails You Live, Heads You're Dead)
- 1995 : Les Nouvelles Aventures d'Annie (Annie: A Royal Adventure!)
- 1995 : Au-dessus de tout soupçon (Dead by Sunset)
- 1996 : Born Free: A New Adventure
- 1996 : La Loterie (The Lottery)
- 1996 : Les Procureurs (The Prosecutors)
- 1997 : Le Réveil du volcan (en) (Volcano: Fire on the Mountain)
- 1997 : A Prayer in the Dark
- 1997 : Une fée bien allumée (Toothless)
- 1997 : La momie d'Halloween (en)
- 1997 : Mille hommes et un bébé (A Thousand Men and a Baby)
- 1998 : You Lucky Dog
- 1998 : Rhapsody in Bloom
- 1998 : The Staircase (en)
- 1998 : Des fleurs pour Sarah (About Sarah)
- 1998 : Little Girl Fly Away
- 1999 : A Place Apart
- 2000 : Graine de héros (Up, Up, and Away!)